# ナゴスロ金鯱だがね
『ナゴスロ金鯱だがね』（ナゴスロきんしゃちだがね）は、2008年10月にニューギンから発売された完全告知型の5号機のパチスロ機。保通協における型式名は "ナゴスロキンシャチダガネ"。

## 概要
「ナゴスロ」の名が付くとおり、名古屋をモチーフにした機種である。ボーナス図柄に名古屋城の金のシャチホコが登場する他、一般図柄に名古屋城、東山動植物園のコアラ、名古屋コーチン、エビフライが登場する。
ボーナスは、ビッグボーナスとレギュラーボーナスの2種類がある。
ビッグボーナスは「金鯱」の3つ揃いで、345枚を超える払い出し（純増枚数約312枚）で終了する。「金鯱」の図柄の上下にはシャチのイラスト（頭と尻尾）が描かれ、「金鯱」が中段に揃うと「しゃちほこ」が3つ揃うような形になる。
レギュラーボーナスは「金鯱」「金鯱」「しっぽ」の揃いで、105枚を超える払い出し（純増枚数約104枚）で終了する。
完全告知タイプで、ボーナス成立時にはパネル右の「名古屋金鯱」ランプと同左の「大当たり」ランプが点灯する。この他にも音声告知（「ナ」「ゴ」「ヤ」停止音など）がある。
天井を搭載しており、ボーナス終了後758ゲーム（つまり名古屋）で次回ボーナス成立まで続く無限RTに突入する。また天井に近づくと東海道新幹線が名古屋駅に到着する際の車内放送をモチーフにした告知アナウンスが流れる。